# Michael Bruce Ross
Michael Bruce Ross (* 26. Juli 1959 in Putnam, Connecticut; † 13. Mai 2005 in Somers, Connecticut) alias „The Connecticut Serial Killer“ war ein US-amerikanischer Serienmörder, der zwischen 1981 und 1984 mindestens acht junge Frauen vergewaltigte und ermordete. Seine Hinrichtung war die erste seit 45 Jahren in Connecticut.

## Mordserie
Am 12. Mai 1981 beging er seinen ersten Sexualmord an der 25-jährigen Studentin Dzung Ngoc Tu, die in einer Schlucht in Ithaca, New York, tot aufgefunden wurde. Am 5. Januar 1982 entführte er die 17-jährige Tammy Williams, die auf dem Nachhauseweg von ihrem Freund in Brooklyn, Connecticut, war. Sie wurde kurze Zeit später vergewaltigt und erdrosselt unweit des Ortes, wo sie verschwunden war, aufgefunden. Am 1. März 1982 bot er der 16-jährigen Schülerin Paula Perrera an, sie nach einer Party zu ihrem Freund zu fahren, worauf sie in sein Fahrzeug stieg. 18 Tage später wurde ihre schwer misshandelte und erdrosselte Leiche neben der Route 211 in Wallkill, New York, gefunden. Am 15. Juni 1982 vergewaltigte und erdrosselte er die 23-jährige Debra Smith Taylor in der Nähe von Danielson, Connecticut, als sie auf der Suche nach einer Tankstelle am Straßenrand entlangging. Ihre skelettierte Leiche wurde knapp vier Monate später von einem Jogger gefunden. Am 19. November 1983 vergewaltigte und erdrosselte er die 19-jährige Anhalterin Robin Stavinsky in Norwich, Connecticut. Ihre sterblichen Überreste wurden eine Woche später von Joggern gefunden. Am 22. April 1984 beging Ross seinen ersten Doppelmord an der 14-jährigen April Brunias und ihrer ebenfalls 14-jährigen Freundin Leslie Shelley. Die beiden Mädchen waren in Griswold, Connecticut, auf dem Weg zu einer Freundin, als sie von ihm entführt, brutal vergewaltigt und ermordet wurden. Am 13. Juni 1984 vergewaltigte und erdrosselte er die 17-jährige Wendy Baribeault in Lisbon, Connecticut, als sie auf dem Weg zu einem Lebensmittelladen war. Ihre Leiche wurde einige Tage später entdeckt.

## Verhaftung und Verurteilung
Nachdem Zeugen ausgesagt hatten, Wendy Baribeault sei am Tag ihres Verschwindens von einem schlanken, weißen Mann mit Brille und einem blauen Toyota verfolgt worden, erstellten die Ermittler eine Liste sämtlicher ca. 3.600 örtlich registrierten blauen Toyotas, auf deren Besitzer die Beschreibung passen konnte. Zufällig war der Erste auf der Liste Michael Ross, der am 28. Juni 1984 befragt wurde. Er gestand kurz darauf, die acht jungen Frauen ermordet zu haben, was auch nachgewiesen werden konnte. Er wurde am 6. Juli 1987 zum Tode verurteilt und am 13. Mai 2005 im Osborn Correctional Institution in Somers, Connecticut mit der Giftspritze hingerichtet.